# Fridolf Höök

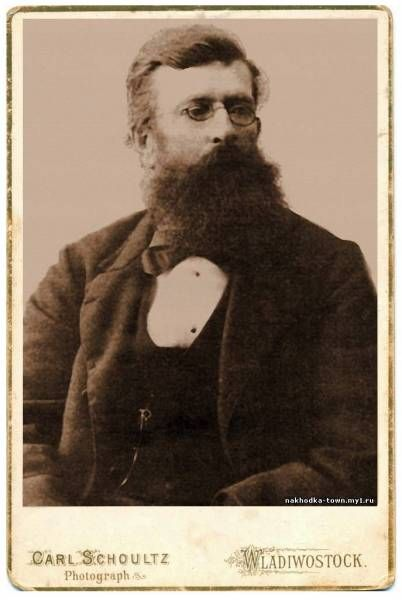
Fridolf Höök

Fridolf Fabian Kirillowitsch Höök (russisch Фридольф Фабиан Кириллович Гек; * 30. Dezember 1836jul. / 11. Januar 1837greg. in Ekenäs, Großfürstentum Finnland; † 4. Julijul. / 17. Juli 1904greg. in Wladiwostok) war ein schwedisch-russischer Kapitän, Walfänger und Erforscher des Fernen Ostens.

## Leben
Höök stammte aus einer verarmten Adelsfamilie. Mit 11 Jahren floh er aus dem Elternhaus und wurde Schiffsjunge auf der Brigg Olga. 1855 legte er in Åbo an der Schifffahrtsschule die Aufnahmeprüfung ab und 1856 die Steuermannsprüfung. 1857 heuerte er als Harpunier auf dem Walfänger Graf Berg der finnisch-russischen Walfanggesellschaft an. Höök fuhr einige Jahre auf dem Pazifik und schloss dann 1863 das Studium an der Schifffahrtsschule Åbo mit dem Kapitänsdiplom ab.
1869 fuhr die Brigg Kaiser Alexander II. unter Hööks Kommando in die Nachodka-Bucht im Osten der Peter-der-Große-Bucht im Süden der Region Primorje und setzte finnische Einwanderer an Land. Darauf organisierte Höök den Walfang in der Region Primorje. 1870 ließ er sich auf der Insel Askold nieder und wurde Freund des dortigen Goldgrubenbetreibers und Naturforschers Michał Jankowski. Höök baute sich einen Bauernhof auf und brachte Brot, Gemüse und Milch mit seinem eigenen kleinen Schoner nach Wladiwostok zum Verkauf. Während einer Fahrt im Juni 1879 überfielen chinesische Hónghúzi den Bauernhof, töteten Hööks Frau und die Landarbeiter und plünderten den Hof. Der siebenjährige Sohn wurde vermisst.

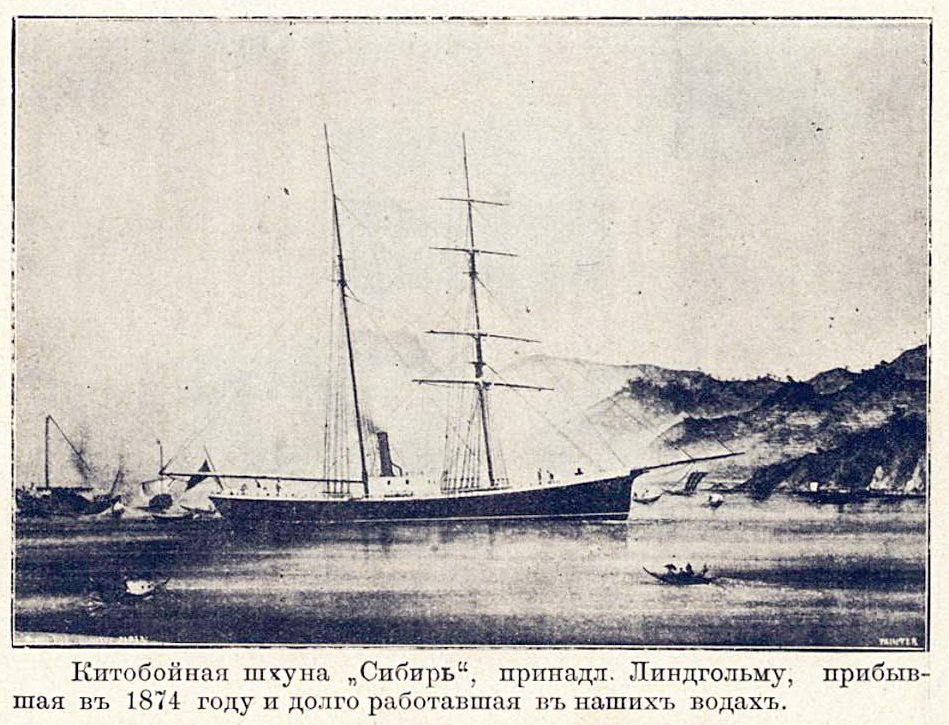
Walfangschoner Sibirien

Nachdem die Suche nach dem Sohn erfolglos geblieben war, ließ sich Höök wie auch sein Freund Jankowski 1879 auf der Halbinsel Sidimi (jetzt Halbinsel Jankowski) im Westen der Peter-der-Große-Bucht nieder. Höök übernahm das ihm von Otto Wassiljewitsch Lindholm angebotene Kommando auf dem Walfangschoner Sibirien. 1884 heiratete Höök eine Ussuri-Kosakin mit zwei Töchtern.
Im Mai 1885 fuhr Höök mit der Sibirien voller Handelswaren zur Tschuktschen-Halbinsel, um Handel zu treiben. Ihn begleitete Stabskapitän Alexander Alexejewitsch Ressin, um sich mit den nordöstlichen Gebieten, der dortigen Bevölkerung und der Organisation des Handels vertraut zu machen. Höök selbst führte unter Benutzung eines Oktanten sorgfältige hydrographische Untersuchungen durch. Er beschrieb die zahlreichen Buchten der Halbinsel bis zum Kap Serdze-Kamen. Er fuhr in den Arktischen Ozean, aber vor Erreichen der Wrangelinsel musste er wegen des Eises umkehren. Im Oktober 1885 kehrte Höök mit seiner ausführlichen Küstenbeschreibung, einer Sammlung von Objekten der Yupik-Kultur und einem Reingewinn von 6000 Rubel nach Wladiwostok zurück. 1887 wurde er Mitglied der Gesellschaft zur Erforschung der Amur-Region in Wladiwostok, deren Museum er regelmäßig mit Exponaten zur Ethnologie und Meeresbiologie versorgte.
Nach der Sibirien führte Höök das Kommando auf dem Schoner Nadeschda des pensionierten Kapitäns 2. Ranges A. J. Dydymow und erforschte die Küste Koreas. 1893 trat Höök in den Staatsdienst. Er führte den staatlichen Schoner Storosch mit 15 Mann Besatzung und fuhr zunächst zum Schutz der Seebärenkolonien aus. Er überwachte die Zollgrenze von der Küste Koreas bis zum Norden der Region Primorje und führte weiter hydrographische Arbeiten durch.
Aufgrund einer psychischen Störung erschoss sich Höök. Hööks Urenkel errichtete ein Museum für Höök und die Familien Brinner und Jankowski auf der Halbinsel Sidimi.
Nach Höök wurden benannt die Schkiper-Gek-Straße in Wladiwostok, das Küstenschutzschiff Schkiper Gek, die Gek-Bucht in der Amurbucht, die Gek-Bucht der Region Kamtschatka, das Kap Gek am Anadyrgolf und das Kap Gek am Tatarensund.